# Tapfheim
Tapfheim település Németországban, azon belül Bajorországban. Lakosainak száma 4070 fő (2023. december 31.).

## Népesség
A település népessége az elmúlt években az alábbi módon változott:
| Lakosok száma | 3367 | 3310 | 3943 | 3916 | 3897 | 3910 | 3930 | 3879 | 4058 | 4070 |
|               | 1970 | 1975 | 2011 | 2012 | 2014 | 2015 | 2017 | 2019 | 2022 | 2023 |